# Jake Vargas
Jhake Angelo Cunanan Vargas (Olongapo, 9 de julio de 1992), más conocido como Jake Vargas, es un actor y cantante filipino que debutó en diferentes programas de televisión de mayor éxito como Reel Love Presents Tween Hearts, Captain Barbel y Home Sweet Home, que fue transmitida por la red de GMA Network.

## Filmografía

### Películas
| Año  | Título                          | Personaje           | Estudio                                                                            |
| ---- | ------------------------------- | ------------------- | ---------------------------------------------------------------------------------- |
| 2009 | Litsonero                       | Itok                | APT Entertainment                                                                  |
| 2009 | Patient X                       | James               | GMA Films, Viva Films & RGutz Productions                                          |
| 2010 | Si Agimat at Si Enteng Kabisote | Amarillo            | OctoArts Films, M-Zet Productions, APT Entertainment, Imus Productions & GMA Films |
| 2011 | Tween Academy: Class of 2012    | Jeremy/Jepoy        | GMA Films & SM Development Corporation                                             |
| 2011 | Ang Panday 2                    | Hamil               | GMA Films & Imus Productions                                                       |
| 2012 | My Kontrabida Girl              | Poy                 | GMA Films                                                                          |
| 2012 | Delusyon                        | Teenage drug addict | JEM-Talents Central Productions                                                    |
| 2014 | Asintado (Between the Eyes)     | Tonio               | Ignacio Films                                                                      |
| 2015 | Liwanag sa Dilim                | Niko                | APT Entertainment                                                                  |
| 2015 | Bahay Ampunan                   | TBA                 | MSV Entertainment Productions                                                      |

### Televisión
| Año          | Titulo                                                                      | Personaje                 | Canal       |
| ------------ | --------------------------------------------------------------------------- | ------------------------- | ----------- |
| 2008         | Walang Tulugan with the Master Showman                                      | Himself / Performer       | GMA Network |
| 2008         | Carlo J. Caparas' Joaquin Bordado                                           | Baloy                     | GMA Network |
| 2008         | Carlo J. Caparas' Gagambino                                                 | Peter's Son               | GMA Network |
| 2009         | Sine Novela: Dapat Ka Bang Mahalin?                                         | Elmer Ramos               | GMA Network |
| 2009         | Stairway To Heaven                                                          | Young Tristan             | GMA Network |
| 2009         | Dear Friend: My Christmas List                                              | Otep                      | GMA Network |
| 2009–10      | SOP Fully Charged                                                           | Himself / Performer       | GMA Network |
| 2010         | First Time                                                                  | Sebastian "Baste" Luna    | GMA Network |
| 2010         | Ilumina                                                                     | Eliseo Montero            | GMA Network |
| 2010–13      | Party Pilipinas                                                             | Himself / Performer       | GMA Network |
| 2010–12      | Reel Love Presents: Tween Hearts                                            | Jacob Vergara             | GMA Network |
| 2011         | Mars Ravelo's Captain Barbell                                               | Alden / Spin              | GMA Network |
| 2011         | Pahiram ng Isang Ina                                                        | Luke Velasco              | GMA Network |
| 2011         | Spooky Nights Presents: Bahay ni Lolo: A Very Spooky Night                  | Himself                   | GMA Network |
| 2011         | Maynila: Affairs of the Past                                                | Luke                      | GMA Network |
| 2011–12      | Pepito Manaloto                                                             | Chito Manaloto            | GMA Network |
| 2012         | Alice Bungisngis and her Wonder Walis                                       | Ace Fernandez             | GMA Network |
| 2012         | Maynila: Biyaheng Puso                                                      | Ed                        | GMA Network |
| 2012         | Maynila: I Love You and I Know It                                           | Andrew                    | GMA Network |
| 2012         | Magpakailanman: The Jaylord & John Edric Story                              | John Edric                | GMA Network |
| 2012–present | Pepito Manaloto: Ang Tunay na Kuwento                                       | Chito Manaloto            | GMA Network |
| 2012–13      | Cielo de Angelina                                                           | Marco Sevilla             | GMA Network |
| 2013         | Maynila: Txtm8, Luvm8                                                       | Tonix                     | GMA Network |
| 2013         | Maynila: Prinsesa ng Pag-ibig                                               | King                      | GMA Network |
| 2013         | The Ryzza Mae Show                                                          | Himself with Bea Binene   | GMA Network |
| 2013         | Home Sweet Home                                                             | Benjie Caharian           | GMA Network |
| 2013         | Maynila: Music and Miracles                                                 | Anton                     | GMA Network |
| 2013         | Maynila: Bagong Taon, Bagong Puso                                           | Lucky                     | GMA Network |
| 2013–15      | Sunday All Stars                                                            | Himself / Performer       | GMA Network |
| 2014         | Kapuso Primetime Cinema: Percy Jackson & the Olympians: The Lightning Thief | Percy Jackson (voiceover) | GMA Network |
| 2014         | Maynila: GF for Rent                                                        | Kenjie                    | GMA Network |
| 2014         | Maynila: Love Pretends                                                      | Reggie                    | GMA Network |
| 2014         | Maynila: Scared to Love                                                     | Migo                      | GMA Network |
| 2014         | Magpakailanman: One Last Chance                                             | Jamvhille / Jam Sebastian | GMA Network |
| 2014–15      | Strawberry Lane                                                             | Gabby Valentino           | GMA Network |
| 2015         | Maynila: Love by Blood                                                      | Jeric                     | GMA Network |
| 2015         | Magpakailanman: Kapatid sa Ina                                              | Alvin                     | GMA Network |
| 2015         | Buena Familia                                                               | Kevin Acosta              | GMA Network |
| 2016         | Dear Uge                                                                    | Marvin                    | GMA Network |
| 2016         | Magpakailanman: My Missing Carrot Man: The Tyson Destor Story               | Jeyrick Sigmaton          | GMA Network |
| 2016         | Maynila: Wrong Text                                                         | Kent                      | GMA Network |
| 2016         | Oh, My Mama!                                                                | Julio Sta. Ana            | GMA Network |
| 2017         | Encantadia                                                                  | Gilas                     | GMA Network |
| 2018         | Kambal, Karibal                                                             | Darren Olivar             | GMA Network |
| 2018–19      | Ika-5 Utos                                                                  | Carlo Manupil             | GMA Network |
| 2021         | Ang Dalawang Ikaw                                                           | Lucas                     | GMA Network |

## Discografía

### Álbum de estudio
| Álbum | Pistas | Año  | Reconocimientos |
| ----- | --- | ---- | --------------- |
| Ngiti | - "Ngiti" (First Time – TV Soundtrack) - "Kahit Umiwas Pa" (Dong Yi – TV Soundtrack) - "Basta't Kasama Kita" (Secret Garden – TV soundtrack) - "Miss You Like Crazy" - "When I Look into Your Eyes" - "Maghihintay Sa'yo" (The Baker King – TV soundtrack) - "Sana'y Ako Na Lang" - "Can Be Mine" - "Kiss Me, Kiss Me" - "Ngiti" (Acoustic) | 2010 | Dyna Records    |